# Petr Treml
Petr Treml (Praga, 23 novembre 1967) è un ex cestista e allenatore di pallacanestro ceco, fino al 1992 cecoslovacco.

## Carriera
Con la Rep. Ceca ha disputato i Campionati europei del 1999.

## Palmarès

### Giocatore
- Campionato cecoslovacco: 2

VŠ Praga: 1990-91, 1991-92